# Кучера, Станислав Роберт
Стани́слав Ро́берт (Стани́слав Ио́сифович) Куче́ра (пол. Stanisław Robert Kuczera; 5 мая 1928, Львов — 28 июля 2020, Москва) — польский, советский и российский китаист, специалист по древнейшей и древней истории и культуре Китая. Доктор исторических наук, профессор. Один из авторов «Атеистического словаря» и «Духовная культура Китая: энциклопедия: в 5 т.».

## Биография
Родился 5 мая 1928 года во Львове.
В 1947 году окончил лицей.
В 1952 году окончил Институт востоковедения Варшавского университета получив магистра философии по востоковедению, защитив под научным руководством Витольда Яблонски дипломную работу по теме «Основы даосской философии».
В 1951 — начало 1953 года — ассистент в Варшавском университете.
В 1960 году окончил аспирантуру Пекинского университета защитив под руководством члена-корреспондента Китайская академия наук Чжан Чжэн-лана диссертацию по теме «Классовая структура древнекитайского общества на основе материалов “Чжоу ли”».
В марте 1958 — октябре 1959 года — преподаватель и заведующий кафедрой польского языка и культуры Пекинского института иностранных языков.
В декабре 1960 года вернулся в Варшаву и стал стипендиатом Министерства высшего образования ПНР.
В апреле 1961 — июле 1966 года — адъюнкт Польского института международных отношений.
В августе 1966 года переехал в Москву, где по приглашению академика Н. И. Конрада в апреле 1967 года стал научным сотрудником Института народов Азии АН СССР/Института востоковедения АН СССР/РАН. Впоследствии главный научный сотрудник Отдела Китая.
В 1981 году защитил диссертацию на соискание учёной степени доктора исторических наук по теме «Китайская археология 1965-1974 гг.: палеолит-эпоха Инь. Находки и проблемы».
В 1988—2002 годах — профессор кафедры древнего мира исторического факультета МГУ имени М. В. Ломоносова.
Также преподавал преподавал в Российском государственном гуманитарном университете.
В 1993 году избран действительным членом Народной академии России.
2 апреля 1998 года избран действительным членом Российской академии естественных наук.
Член Российского археологического общества.
Член Европейской ассоциации китаеведения.

## Научная деятельность
Принимал участие в международных научных конференциях — XXII, XXIII, XXIV, XXV, XXVII, XXVIII Международных конгрессах синологических исследований, XXIX, XXX и XXXVII Конгрессах
востоковедов, XIV Тихоокеанском научном конгрессе, Международном конгрессе Международной ассоциации по изучению культур Центральной Азии, Международном симпозиуме по проблемам культуры Ся в
Калифорнийском университете в Лос-Анджелесе.
В 1988—1989 годах выступал с научными докладами в Пекинском университете и Китайском народном университете.
В мае 1993 года прочёл курс из четырёх лекций для аспирантов Высшей школы социальных наук, а также выступил с двумя научными докладами на Тайване.
В октябре 1995 — марте 1996 года проводил научную деятельность в Китайской академии Тайваня, где выступил с шестью научными докладами.
В марте 1996 года выступил с лекцией в Сингапурском университете.
В разные годы значительное число докладов было прочитано в научных учреждениях Польши.
Область научных интересов Кучеры охватывала археологию, палеографию, палеонтологию, текстологию, эпиграфику и историю древнего и средневекового государства и права Китая, а также историю китайской культуры..
Похоронен на Хованском кладбище.

## Научные труды

### Монографии
на русском языке
- Кучера С. Китайская археология, 1965-1974 гг.: палеолит — эпоха Инь: Находки и проблемы / АН СССР, Ин-т востоковедения. — М.: Наука, 1977. — 268 с.
- Кучера С. Древнейшая и древняя история Китая: Древнекаменный век / ИВ РАН. — М.: Восточная литература, 1996. — 432 с. — ISBN 502017405X.
- Кучера С. История, культура и право древнего Китая: собрание трудов / ИВ РАН. — М.: Наталис, 2012. — 416 с. — (Corpus Sericum). — ISBN 9785892824811. — ISBN 9785806203510 (*.pdf)
- Кучера С. Древнейшая и древняя история Китая: Ранний неолит юга страны / ИВ РАН; С. В. Дмитриев (отв. ред.). — М.; СПб.: Нестор-История, 2020. — 596 с. — (Учёные записки Отдела Китая; вып. 36). — ISBN 9785446918454.

на польском языке
- Kuczera, Stanisław. Zarys historii rozwoju chínskiej myśli naukowej. — Warszawa: Towarzystwo Przyjaźni Polsko-Chińskiej, 1962. — 78 с. — (Materiały Pomocnicze dla Prelegentów TPPCh).
- [ Kuczera, Stanisław; Rowiński, Jan; Zysman, Ewa ]. Polityka zagraniczna Chinskiej Republiki Ludowej 1949-1969: Wybor dokumentov. — Cz. 1: 1949-1954 / Oprac. S. Kuczera, J. Rowiński, E. Zysman. — Warszawa: PISM, Zakład Krajów Socjalistycznych, 1969. — [2], XV, [1], 423 с.
- [ Kuczera, Stanisław; Rowiński, Jan; Zysman, Ewa ]. Polityka zagraniczna Chinskiej Republiki Ludowej 1949-1969: Wybor dokumentov. — Cz. 2: 1955-1959 / Oprac. S. Kuczera, J. Rowiński, E. Zysman. — Warszawa: PISM, Zakład Krajów Socjalistycznych, 1970. — [2], XV, 585 с.
- [ Kuczera, Stanisław; Rowiński, Jan; Zysman, Ewa ]. Polityka zagraniczna Chinskiej Republiki Ludowej 1949-1969: Wybor dokumentov. — Cz. 3: 1960-1964 / Oprac. S. Kuczera, J. Rowiński, E. Zysman. — Warszawa: PISM, Zakład Krajów Socjalistycznych, 1971. — [4], XXXIV, 604 с.
- [ Kuczera, Stanisław; Rowiński, Jan; Zysman, Ewa ]. Polityka zagraniczna Chinskiej Republiki Ludowej 1949-1969: Wybor dokumentov. — Cz. 4: 1965-1969 / Oprac. S. Kuczera, J. Rowiński, E. Zysman. — Warszawa: PISM, Zakład Krajów Socjalistycznych, 1971. — [2], XXVII, 524 с.

### Учебники и учебные пособия
- Кучера С. Историография древней истории Китая // Историография истории Древнего Востока: Иран, Средняя Азия, Индия, Китай. Учебное пособие./ Под ред. проф. В. И. Кузищина. — СПб.: Алетейя, 2002. — С. 163—303. — 303 с. ISBN 5-89329-497-1.
- Раздел V. Древний Китай и Юго-Восточная Азия (сост. С. Кучера) // История Древнего Востока: Тексты и документы: Учеб. пособие для студентов вузов, обучающихся по специальности "История" направления "История" / Под ред. В. И. Кузищина. — М.: Высшая школа, 2002. — 719 с. ISBN 5-06-003756-8
- Кучера С. Хронологическая таблица древнекитайских правителей (К разделу V.Древний Китай и Юго-Восточная Азия) // История Древнего Востока: Тексты и документы: Учеб. пособие для студентов вузов, обучающихся по специальности "История" направления "История" / Под ред. В. И. Кузищина. — М.: Высшая школа, 2002. — 719 с. ISBN 5-06-003756-8
- Кузищин В. И., Кучера С. История Древнего Востока: учеб. пособие для студ. учреждений высш. проф. образования / под ред. В. И. Кузищина. — 3-е изд., стер. — М. : Издательский центр «Академия», 2012. — 384 с. ISBN 978-5-7695-9119-8

### Статьи
на русском языке
- Кучера С. К вопросу о датировке и достоверности «Чжоу ли». // Вестник древней истории. 1961. № 3. С. 111—120.
- Кучера С. Монголы и Тибет при Чингисхане и его преемниках. // Татаро-монголы в Азии и Европе. М., 1970. С. 255—270.
- Кучера С. Проблема преемственности китайской культурной традиции при династии Юань. // Роль традиции в истории и культуре Китая, М., 1972. С. 276—308.
- Кучера С. Становление традиции коллективной ответственности и наказания в Китае. // Роль традиций в истории и культуре Китая. М., 1972. С. 161—183.
- Кучера С. Символические наказания в древнем Китае. // Китай: общество и государство. Сборник статей. М., 1973. С. 30—54.
- Кучера С. Анализ терминов, означающих рабов в «Чжоу ли». // история и культура Китая. М., 1974. С. 129—146.
- Кучера С. Древнекитайское «варьете». // V НК ОГК. Вып. 1. М., 1974. С. 49—59.
- Кучера С. Некоторые проблемы, связанные с археологическими находками в Турфане и уезде Жаохэсянь. // VI НК ОГК. Вып. 3. М., 1975. С. 627—634.
- Кучера С. Завоевание монголами Тибета. // Татаро-монголы в Азии и Европе. Изд. 2-е. М., 1977. С. 260—281.
- Кучера С. Из истории китайского танцевального искусства: ци-пань у. // Китай: история, культура и историография. М., 1977. С. 158—199.
- Кучера С. Некоторые проблемы экзаменационной системы и образования при династии Юань. // Китай: государство и общество. М., 1977. С. 73—92.
- Кучера С. Некоторые вопросы культуры Китая в эпоху Инь (по материалам, найденным в могиле Фу-хао). // Х НК ОГК. М., 1979. С. 207—218.
- Кучера С. Некоторые проблемы истории Китая в свете радиокарбонных датировок. // Этническая история народов Восточной и Юго-Восточной Азии в древности и средние века. М., 1981. С. 47-130.
- Кучера С. Ранняя история Северо-Западного Китая (Ганьсу). // Международная ассоциация по изучению Центральной Азии. Информационный бюллетень. Вып. 3. М., 1982. С. 42—74.
- Кучера С. Синологическая библиотека и исследования по древней истории Китая. // Синологическая библиотека — источниковедческая база советского китаеведения (К 25-летию создания). Сборник обзоров и материалов. М., 1983. С. 13—24.
- Кучера С. Ранняя история Синьцзяна: неолит – начало века металла. // Восточный Туркестан и Средняя Азия. История, культура, связи. М., 1984. С. 29—54.
- Кучера С. Археология Китая. Каменный и бронзовый века. // Археология Зарубежной Азии. М., 1986. С. 252—319.
- Кучера С. Проблемы древней истории Китая в археологической науке КНР. // Общественные науки в КНР. М., 1986. С. 15—70.
- Кучера С. Некоторые соображения относительно законодательства и правовой мысли древнего Китая. // XXV НК ОГК. М, 1994. С. 3—20.
- Кучера С. Шу цзин («Книга истории») // Древнекитайская философия. М., 1994
- Кучера С. Археологическое изучение островов Пэнху. // XXVIII НК ОГК. М., 1998. С. 8—60.
- Кучера С. “Сяо” в надписях на бронзовых изделиях. // XXIX НК ОГК. М., 1999. С. 134—163.
- Кучера С. Michl Boym – иезуит, миссионер, учёный (к 340-й годовщине со дня смерти). // XXX НК ОГК. М., 2000. С. 117—155.
- Кучера С. К вопросу о неравномерности исторического развития древнего Китая (в свете археологических находок). // XXXI НК ОГК. М., 2001. C. 6—36.
- Кучера С. Инскрипции на бронзовых изделиях — особый вид источников по древней истории Китая. Часть первая. // Восток (Oriens). 2001. № 2. С. 121—133.
- Кучера С. Инскрипции на бронзовых изделиях — особый источников по древней истории Китая. Часть вторая. // Восток (Oriens). 2001. № 4. С. 145—155.
- Кучера С. Древний Китай и Юго-Восточная Азия. // История Древнего Востока. Тексты и документы. / Под ред. В. И. Кузищина. М., 2002. С. 538—637, 707—714.
- Кучера С. Падение Восточной династии Хань в освещении Хоу-Хань шу // Общество и государство в Китае: XXXII научная конференция / Ин-т востоковедения; Сост. и отв. ред. Н. П. Свистунова. — М.: Восточная литература, 2002. — С. 57—77. — 366 с.
- Кучера С. Падение Восточной династии Хань в освещении Хоу-Хань шу. // XXXII НК ОГК. М., 2002. С. 57—77.
- Кучера С. Проблема генезиса шан-иньских гадательных костей. // XXXIII НК ОГК. М., 2003. C. 6—34.
- Кучера С. Древнекитайские тексты: цзягувэнь и Шан шу — зерцало истории и культов Китая  эпохи  Шан-Инь. Часть первая. // Восток (Oriens). 2003. № 1. С. 42—52.
- Кучера С. Проблемы питания и культа в чжоуском Китае (по материалам Чжоу ли). // XXXIV НК ОГК. М., 2004. С. 45-73.
- Кучера С. Древнекитайские тексты цзягувэнь и Шан шу — зерцало истории и  культов  Китая  эпохи  Шан-Инь. Часть вторая. // Восток (Oriens) 2004. № 2. С. 20—33.
- Кучера С. Древнекитайские тексты: цзягувэнь и Шан шу — зерцало  истории и культов Китая эпохи  Шан-Инь. Часть третья. // Восток (Oriens). 2004. № 6. С. 17—31.
- Кучера С. Древнекитайские тексты цзягувэнь и Шан шу — зерцало истории и культов  Китая  эпохи Шан-Инь. Часть четвертая. // Восток (Oriens). 2005. № 6. С. 22—36.
- Кучера С. Вино в культуре древнего Китая. // XXXV НК ОГК. М., 2005. С. 35—65.
- Кучера С. Женщины при чжоуском дворе. // XXXVIII НК ОГК. М., 2008. С. 21—37.
- Кучера С. К вопросу о техническом обеспечении шан-иньских переселений // Общество и государство в Китае: XL научная конференция. — М.: Институт востоковедения РАН, 2010. — С. 9—30. — 470 с. — (Учёные записки Отдела Китая ИВ РАН. Вып. 2 / редколл. А. А. Бокщанин (пред.) и др.).
- Кучера С. Специфические названия музыкальных мелодий и чиновников в Древнем Китае // Общество и государство в Китае: XLI научная конференция / Ин-т востоковедения РАН. — М.: Восточная литература, 2011. — С. 63—81. — 440 с. — (Учёные записки Отдела Китая ИВ РАН. Вып. 3 / редкол. А. А. Бокщанин (пред.) и др.). – ISBN 978-5-02-036461-5 (в обл.).
- Кучера С. Повозка (車) в жизни древних китайцев // Синологи мира к юбилею Станислава Кучеры. Собрание трудов / Колл. авторов. — М.: Федеральное государственное бюджетное учреждение науки Институт востоковедения Российской академии наук (ИВ РАН), 2013. — С. 495—562. — 576 с. — (Учёные записки Отдела Китая ИВ РАН. Вып. 11. / Редколл.: А. И. Кобзев и др.).
- Кучера С. Один штрих из жизни древнего и раннесредневекового Китая // Общество и государство в Китае. Т. XLV, ч. 2 / Редколл.: А. И. Кобзев и др. – М.: Федеральное государственное бюджетное учреждение науки Институт востоковедения Российской академии наук (ИВ РАН), 2015. — С. 208—234. — 1031 с. (Учёные записки ИВ РАН. Отдела Китая. Вып. 18 / Редколл.: А. И. Кобзев и др.).

на других языках
- Kuczera, Stanislaw. Méthode de la datation à l’aide du carbone radioactif dans l’archéologie chinoise // Récentes découvertes archéologiques en Chine, en Corée et au Japon: Actes du XXIXe Congrès international des orientalistes, Paris, juillet 1973 / Séminaire organisée par Madeleine Paul-David. — Paris: L'Asiathèque[фр.], 1976. — С. 34-43. — iii, 76 с. — (Actes du XXIXe Congrès international des Orientalistes, Paris, Juillet 1973).
- Kuczera, Stanislaw. Etape ancienne du développement du droit chinois // Chine ancienne = Pre-modern China: Actes du XXIXe Congrès international des orientalistes, Paris, juillet 1973 / Section organisée par Michel Soymié[англ.]. — Paris: L'Asiathèque, 1977. — С. 219-225.. — iv, 377 с. — (Actes du XXIXe Congrès international des Orientalistes, Paris, Juillet 1973).

### Духовная культура Китая: энциклопедия
- Кобзев А. И., Кучера С. Тай цзи // Духовная культура Китая: энциклопедия: в 5 т. / Гл. ред. М. Л. Титаренко; Ин-т Дальнего Востока. — М.: Восточная литература, 2007. — Т. 2. Мифология. Религия / ред. М. Л. Титаренко, Б. Л. Рифтин, А. И. Кобзев, А. Е. Лукьянов, Д. Г. Главева, С. М. Аникеева. — С. 605—606. — 869 с.
- Кобзев А. И., Кучера С. Тянь 1 // Духовная культура Китая: энциклопедия: в 5 т. / Гл. ред. М. Л. Титаренко; Ин-т Дальнего Востока. — М.: Восточная литература, 2007. — Т. 2. Мифология. Религия / ред. М. Л. Титаренко, Б. Л. Рифтин, А. И. Кобзев, А. Е. Лукьянов, Д. Г. Главева, С. М. Аникеева. — С. 613. — 869 с.
- Кучера С. Тянь-ди // Духовная культура Китая: энциклопедия: в 5 т. / Гл. ред. М. Л. Титаренко; Ин-т Дальнего Востока. — М.: Восточная литература, 2007. — Т. 2. Мифология. Религия / ред. М. Л. Титаренко, Б. Л. Рифтин, А. И. Кобзев, А. Е. Лукьянов, Д. Г. Главева, С. М. Аникеева. — С. 612—613. — 869 с.
- Кравцова М. Е., Кучера С. Шан-ди // Духовная культура Китая: энциклопедия: в 5 т. / Гл. ред. М. Л. Титаренко; Ин-т Дальнего Востока. — М.: Восточная литература, 2007. — Т. 2. Мифология. Религия / ред. М. Л. Титаренко, Б. Л. Рифтин, А. И. Кобзев, А. Е. Лукьянов, Д. Г. Главева, С. М. Аникеева. — С. 738—739. — 869 с.

### Переводы
- Из «Ле-цзы». / Пер. с кит. яз. В. Т. Сухорукова, С. Кучеры // Из книг мудрецов. Проза Древнего Китая. / Сост., вступ. ст., ст. об авт. и коммент. И. С. Лисевич; Пер. с кит. — М.: Художественная литература, 1987. — С. 114—157. — 351 с. (Библиотека китайской литературы) 50000 экз.
- Конфуцианский трактат «Сяо цзин» («Каноническая книга о сыновней почтительности»): Гл. 1, 8, 9. (Предисловие, переводы, комментарий) // Восток (Oriens), 1999. № 6. С. 129—141.
- Установления династии Чжоу (Чжоу ли) / Перев. с кит., вступ. ст., коммент. и прил. С. Кучеры. — М.: Восточная литература, 2010. — 495 с. — (Памятники письменности Востока)